# Albert Sharpe
Pour les articles homonymes, voir Sharpe.
Albert Sharpe est un acteur nord-irlandais, né le 15 avril 1885 à Belfast (Irlande du Nord) et mort le 13 février 1970 dans la même ville.

## Biographie
D'abord acteur de théâtre, notamment dans le répertoire du vaudeville, Albert Sharpe débute dans sa ville natale vers 1900. Venu au cinéma sur le tard (à 61 ans), il participe à seulement douze films (le premier et le dernier britanniques, les autres américains), entre 1946 et 1960 — voir la filmographie ci-dessous —. Mentionnons le film musical Darby O'Gill et les Farfadets, produit par les Studios Disney et sorti en 1959, où il tient le rôle-titre, aux côtés du jeune Sean Connery.
Il joue une seule fois à Broadway (New York), dans le rôle de Finian McLonergan, à l'occasion de la comédie musicale Finian's Rainbow (musique de Burton Lane), représentée 725 fois de janvier 1947 à octobre 1948. Vingt ans plus tard, en 1968, Francis Ford Coppola réalise l'adaptation au cinéma, sous le même titre original (titre français : La Vallée du bonheur), avec Fred Astaire personnifiant Finian.
Notons ici qu'Albert Sharpe et Fred Astaire se retrouvent en 1951, dans le film musical Mariage royal ; l'acteur nord-irlandais y joue James 'Jaimie' Ashmond, père d’Anne, la danseuse interprétée par Sarah Churchill.
Enfin, à la télévision, il se produit uniquement dans un épisode (diffusé en 1959) de la série Le Monde merveilleux de Disney.

## Filmographie complète

### Au cinéma
Films américains, sauf mention contraire
- 1946 : L'Étrange Aventurière (I see a Dark Stranger) de Frank Launder (film britannique)
- 1948 : Up in Central Park de William A. Seiter
- 1948 : Le Portrait de Jennie (Portrait of Jennie) de William Dieterle
- 1948 : Sa dernière foulée (The Return of October) de Joseph H. Lewis
- 1949 : Un délicieux scandale (Adventure in Baltimore) de Richard Wallace
- 1951 : Le Chevalier au masque de dentelle (The Highwayman) de Lesley Selander
- 1951 : Mariage royal (Royal Wedding) de Stanley Donen
- 1951 : Héritiers, strychnine et compagnie (You never can tell) de Lou Breslow
- 1952 : Face to Face, segment The Secret Sharer de John Brahm
- 1954 : Brigadoon de Vincente Minnelli
- 1959 : Darby O'Gill et les Farfadets (Darby O'Gill and the Little People) de Robert Stevenson
- 1960 : Le Jour où l'on dévalisa la banque d'Angleterre (The Day they robbed the Bank of England) de John Guillermin (film britannique)

### À la télévision
- 1959 : Série Le Monde merveilleux de Disney (The Wonderful World of Disney ou Disneyland), Saison 5, épisode 26 I captured the King of the Leprechauns d'Harry Keller et Robert Stevenson

## Théâtre (à Broadway)
- 1947-1948 : Finian's Rainbow, comédie musicale, musique de Burton Lane, lyrics d'E.Y. Harburg, livret d'E.Y. Harburg et Fred Saidy, mise en scène de Bretaigne Windust, chorégraphie de Michael Kidd, avec David Wayne, Royal Dano, Sonny Terry